# فالاشسكي ميزيريتشي

علم مدينة فالاشسكي ميزيريتشي

فالاشسكي ميزيريتشي مدينة في إقليم زلين في جمهورية التشيك . يبلغ تعداد سكانها 27960 نسمة .

## توأمة
لفالاشسكي ميزيريتشي اتفاقيات توأمة مع:
- تشاتشاك

## أعلام
- توماس بيرديتش
- ليباش بروشوفا
- ياروسلاف لفينسكي
- رادومير فاسيك
- ميلان باروش